# Primera Guerra Samnita
La Primera guerra Samnita va ser un conflicte armat entre la república romana i els samnites datada entre l'any 343 aC i el 341 aC.

## Antecedents
Quan els samnites en guerra contra els campanis van atacar als sidicins (sidicini), veïns i aliats de Càpua, van demanar ajut a Cumes i altres ciutats de la Campània. L'exèrcit que van enviar va ser derrotat pels samnites, i aquesta ciutat va demanar ajut a Roma. El Senat romà va oferir només la mediació perquè tenien un tractat d'aliança amb el Samni, però llavors Càpua es va entregar a Roma i els romans quedaven obligats a defensar-la. Probablement tot va ser una estratagema dels romans que van entrar al territori dels sidicins per controlar més fàcilment a Càpua i tancar la sortida al mar del poder emergent samnita.

## La guerra
La guerra es va declarar inevitablement el 343 aC però durant els primers mesos no hi va haver combats. Els romans es van aliar amb els pobles del Latium i la Campània contra els samnites.
Quan Marc Valeri Corvus i Aule Corneli Cos Arvina van ser nomenats cònsols van portar un exèrcit a Campània. Marc Valeri Corvus va vèncer a la batalla del Mont Gaurus, una batalla especialment decisiva a les portes de Càpua completada per la derrota de les restes de l'exèrcit samnita a la batalla de Suèssula, i Aule Corneli Cos Arvina va vèncer a la batalla de Saticula. L'exèrcit romà, amb forta presència dels llatins auxiliars, es va amotinar a Lautulae i va proclamar Marc Valeri Corvus com a dictador per marxar contra Roma, però Corvus no va acceptar i va poder acabar amb el motí. El 341 aC es va signar la pau amb la Lliga Samnita, que de fet, tot i la victòria romana, deixava als sidiquins abandonats.

## Conseqüències
Els pobles de la lliga llatina van enviar l'any 340 aC una ambaixada al senat romà a demanar la formació d'una sola república entre Roma i el Laci, amb les dues parts al mateix nivell i amb la negativa romana va esclatar la Guerra llatina. Els llatins van combatre al costat dels campanis mentre Roma es va canviar de bàndol, unint-se als samnites per atacar els llatins.